# Alois Spichtig

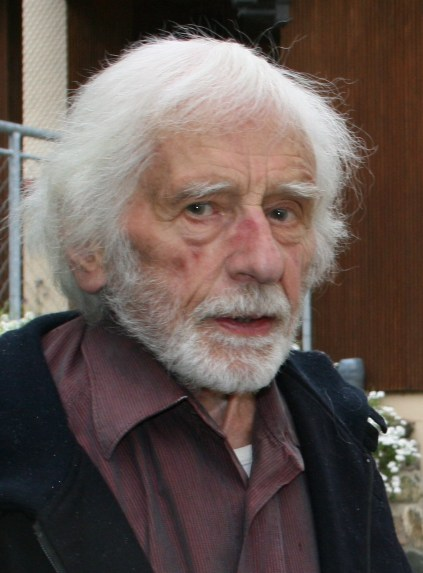
Alois Spichtig im Mai 2010

Alois Karl Spichtig (* 25. März 1927 in Sachseln; † 24. Juli 2014 ebenda) war ein Schweizer Grafiker und Bildhauer. Er galt als «bescheiden im Wesen und stark im Ausdruck».

## Leben
Spichtig ist in dem Weiler Edisried bei Sachseln geboren und aufgewachsen. In der Werkstatt seines Vaters und Grossvaters erlernte er den Umgang mit Holz und absolvierte eine Lehre als Weissküfer. Er war Hospitant an der Kunstgewerbeschule Luzern und bildete sich bei einem 3-monatigen Aufenthalt in Paris weiter. Bereits in jungen Jahren schuf er erste Grabzeichen in Holz und begann mit Arbeiten in Stein bei einem befreundeten Bildhauer. Schliesslich fand er in der Gestaltung von historischen und neuzeitlichen Kirchenräumen seine Lebensaufgabe.
Als in den 1990er-Jahren in Obwalden kurdische Flüchtlinge mit Polizeigewalt ausgeschafft werden sollten, traten Alois Spichtig und seine Frau Margit Spichtig mit diesen solidarisch in den Hungerstreik. Nach Konflikten bei der Ausschaffung gab Spichtig aus Protest einen Auftrag des Kantons Obwalden zum 700-Jahr-Jubiläum der Eidgenossenschaft zurück: Ein von ihm geschaffenes grosses steinernes Kreuz mit der Präambel der Bundesverfassung versenkte er aus Protest in der Nähe der Ranft-Kapelle in der Melchaa. Erst viel später fand das Kreuz seinen Platz bei der Sachsler Kirche.

## Werk
Spichtig hat über 40 Kirchen und Kapellen in der ganzen Schweiz künstlerisch gestaltet, darunter 15 liturgische Räume in seinem Heimatkanton Obwalden. Das Schaffen von Alois Spichtig war stark mit seiner Heimat verankert und war insbesondere inspiriert vom Landesheiligen Niklaus von Flüe (Bruder Klaus). Spichtig beschäftigte sich intensiv mit dessen Visionen. Diese Auseinandersetzung hat sein gesamtes Schaffen geprägt. So war Spichtig auch Mitinitiant des Museums Bruder Klaus in Sachseln und gestaltete die von 1976 bis 2011 gezeigte Dauerausstellung. Von der Museumsgründung im Jahr 1976 bis 1992 leitete er das Museum. Der Höhepunkt dieser Zeit war die Ausstellung «Niklaus von Flüe 1981»: Alois Spichtig brachte damals 30 bedeutende Schweizer Künstler nach Obwalden.
Neben seinen bildhauerischen Arbeiten hat Alois Spichtig auch Holzschnitte geschaffen. Zu seinen herausragenden Arbeiten gehört der Kreuzweg in der Kirche St. Marien in Bern. Anstatt der sonst traditionell üblichen 14 Stationen fasste er die Leidensgeschichte Jesu in fünf grossformatigen Reliefs zusammen.
Weitere herausragende Arbeiten sind:
- Holzmadonna in der Krypta der Liebfrauenkirche in Zürich (1999)
- Ökumenischer Gebetsraum im Kloster Elia, Humlikon
- Besinnungsraum des Pfarreizentrums Alpnach, Eröffnung 1995
- Labyrinth in der Krypta St. Luzi, Chur
- Zelebrationsaltar der Pfarr- und Wallfahrtskirche Sachseln, 1976
- Innengestaltung der Kapelle der Heiligen Anna, auf der Älggi-Alp in Sachseln
- Statue Bruder Klaus, als Relief gestaltet, Wallfahrtskirche Bruder Klaus in Au-Wädenswil
- Wolkenrelief in der Krypta der katholischen Pfarrei St. Peter und Paul, Winterthur
- Hauskapelle im Haus St. Dorothea in Flüeli-Ranft
- Hauskapelle im Hotel und Bildungszentrum Matt in Schwarzenberg

## Auszeichnungen
- 1996 Anerkennungspreis der Heinrich-Federer-Stiftung[4]
- 2010 Obwaldner Kulturpreis[5]

## Werkausgabe
- mit Margit Spichtig: Nikolaus von Flüe, erleuchtete Nacht, mit Holzschnitten zu seinen Visionen, Herder, Freiburg im Breisgau 1981, ISBN 3-451-07852-X (= Herdenbücherei 852, enthält u. a.: Nikolaus von Flüe, Zugänge zu einem Heiligen von Gertrude und Thomas Sartory. Betrachtungen zum inneren Weg von Margrit Spichtig).